# Coelorachis helferi
Coelorachis helferi är en gräsart som först beskrevs av Joseph Dalton Hooker, och fick sitt nu gällande namn av Johannes Jan Theodoor Henrard. Coelorachis helferi ingår i släktet Coelorachis, och familjen gräs.
Artens utbredningsområde är Burma. Inga underarter finns listade i Catalogue of Life.